# Scatopse obscura
Scatopse obscura is een muggensoort uit de familie van de Scatopsidae. De wetenschappelijke naam van de soort is voor het eerst geldig gepubliceerd in 1848 door Walker.